# Ruy, el pequeño Cid
Ruy, el pequeño Cid (en japonès リトル・エル・シドの冒険, Ritoru Eru Shido no bōken) és una sèrie de dibuixos animats que relata la infància del personatge històric Rodrigo Díaz de Vivar, el Cid Campeador. Va ser una coproducció de 1980 entre BRB Internacional i Nippon Animation, en associació amb Televisió Espanyola. La sèrie va obtenir un gran èxit entre el públic infantil.
La història tracta sobre la imaginària infància plena d'aventures d'aquest personatge en la Castella del segle xi. Al començament de cada capítol es desenvolupava una introducció històrica del moment: el rei Ferran I, sempre embarcat en empreses bèl·liques contra la resta de regnes peninsulars, havia unificat el Regne de Castella amb el de Lleó, cosa que no van acceptar de bon grat tots els nobles lleonesos. Mentre el petit Rodrigo somia amb ser un valent cavaller.

## Llista d'episodis
1. En un pueblo llamado Vivar
2. Ruy, yo soy tu padre
3. Ruy en el monasterio
4. Un asno en la capilla
5. El encierro de Ruy
6. Ruy, el jefe de la pandilla
7. El torreón del gigante
8. El vuelo de Ruy
9. La herradura de plata
10. Ruy y los tres vagabundos
11. El castillo sitiado
12. El caballero de latón
13. El rapto de Florinda
14. Una noche en el cementerio
15. El loco justiciero
16. Ruy recupera a Peka
17. El estandarte
18. El fantasma de doña Berenguela
19. Un castillo para Martín
20. Las campanas de Pancorbo
21. Los montañeses
22. El puente de los peregrinos
23. La conspiración
24. Una flecha mortal
25. El rey en peligro
26. Ruy, el Cid campeador